# یک‌شنبه ظهور

یک‌شنبه ظهور (انگلیسی: Advent Sunday) اولین یکشنبه از فصل ظهور در مسیحیت غربی است. این فصل شامل چهار یکشنبه قبل از کریسمس می‌شود و نمایانگر آغاز سال کلیسایی جدید است.
در این روز، مسیحیان شروع به آماده‌سازی برای جشن کریسمس و یادآوری ظهور دوم مسیح می‌کنند. این آماده‌سازی شامل دعا، روزه، توبه و انجام اعمال نیک است. همچنین، در این روز، بسیاری از کلیساها شروع به تزئین کلیسا با نمادهای ظهور مانند تاج گل ظهور با چهار شمع می‌کنند. هر یکشنبه یک شمع روشن می‌شود که نماد نزدیک شدن به کریسمس است.
یکشنبه ظهور، زمانی برای تأمل در مورد معنای ظهور مسیح در جهان و انتظار برای بازگشت اوست. این روز یادآور این است که مسیحیان باید همیشه آماده باشند و در انتظار بازگشت او باشند. 